# Кочине-Розпасіївка
Кочине-Розпасіївка — село в Україні, у Лозно-Олександрівській селищній громаді Сватівського району Луганської області. Орган місцевого самоврядування — Мирненська сільська рада. Площа селища 106,8 га.

## Населення
Населення становить 41 особа, 14 дворів.

## Вулиці
У селі існує одна, Залізнична вулиця.

## Транспорт
Село розташоване за 50 км від районного центру і за 3 км від залізничної станції Солідарний на лінії Валуйки — Кіндрашівська-Нова. З районним центром і зі станцією пов'язане автошляхами.